# آنتن شبکه
آنتن شبکه(انگلیسی :Network Antenna) یکی ازتجهیزات مهم شبکه بیسیم است که انتخاب نامناسب آن در کاهش کارایی شبکه نقش مهمی دارد.انتخاب نوع آنتن شبکه به گستردگی وسرعت شبکه بستگی دارد. انتخاب آنتن‌های بزرگ که بیش از نیاز هستند باعث مشکل می‌شود و شبکه دچار نویز و بروز ترافیک می‌شود.

## نوع انتن های شبکه
1. آنتن یک به یک
2. آنتن یک به چند

## منبع
1. ↑  شبکه و رایانه، فنی حرفه ای، مه2011، ص. ۱۳۶ تاریخ وارد شده در |تاریخ= را بررسی کنید (کمک)

H